# 四大抗戰小說
四大抗戰小說指台灣於1950及60年代的社會及政治環境下，所產生的四部戰鬥文藝小說，都以中國抗日戰爭（八年抗戰）前後的事件為背景。
當時，戰鬥文藝雖蔚然成風，但作品良莠不齊，不少淪入八股，然而其中也有經歷時代淘洗後留存的佳作，如王藍的《藍與黑》、潘人木的《蓮漪表妹》、紀剛的《滾滾遼河》和徐鍾珮的《餘音》後來被譽為「四大抗戰小說」。

## 背景
四部小說除潘人木的《蓮漪表妹》之外，均以抗戰時期為背景。其共通點是均採用第一人稱，且以作者本身的經歷為基礎創作：王藍的《藍與黑》敘述太行山抗日戰役亦及大後方的學生生活，紀剛的《滾滾遼河》以東北青年在滿洲國的地下抗日行動為主題，潘人木的《蓮漪表妹》描繪抗戰前夕東北流亡學生在北平的日子，徐鍾珮的《餘音》講述抗戰時期大後方記者的故事；四位作者亦不諱言書中角色有自己的影子：《滾滾遼河》的主角就叫紀剛，《餘音》的主角也和徐鍾珮同一天生日。
這四部書出版之後均引起迴響。當時文人多有交流，王藍便曾在《滾滾遼河》出版後寫信告知紀剛，《滾滾遼河》的內容多麼感動他，並在潘人木改寫《蓮漪表妹》時提出建言。
1980年代，《蓮漪表妹》絕版已久，在林海音女士促成之下，潘人木重新改寫擱置了三十多年的《蓮漪表妹》，讓純文學出版社湊齊這四部書出版，構成一段佳話。1990年代，純文學出版社關閉後，《藍與黑》、《蓮漪表妹》、《滾滾遼河》分別改由九歌出版社、爾雅出版社、三民書局發行，而《餘音》已絕版。

## 四本小說簡介

### 藍與黑
《藍與黑》描述戰火底下，主人翁張醒亞從初中生、孩子王一路成長為頂天立地的男子漢、堅守職責的新聞工作者，以及為民喉舌的民意代表。
《藍與黑》分別有改編成舞台劇（台灣）、電影（香港）及電視連續劇（台灣）。

### 蓮漪表妹
《蓮漪表妹》前半部講述九一八後、七七事變前夕北方大學生活的點點滴滴，以工筆鏤刻出那副山雨欲來風滿樓的大時代畫面；後半部講述表妹蓮漪在中華人民共和國成立後，在中國大陸生活的親身經歷。

### 滾滾遼河
作者紀剛，本名趙岳山。1920年生，2017年病逝於美國，遼寧遼陽人。遼寧醫學院醫科畢業，曾任臺南第四總醫院小兒科主任，曾在臺南開設兒童專科醫院。著有散文集《諸神退位》、《做一個完整的人》，小說集《滾滾遼河》等。
《滾滾遼河》描寫的是大時代的背景，以抗戰時期东北青年地下工作者“覺覺團”的冒險故事與這些青年男、女間的愛情雙線編織而成。
紀剛2005年7月28日接受訪問時表示，該部小說有99%的真實性，至於“覺覺團”，當時至少有3千人，到臺灣的也有3百人，而目前在洛杉磯的大概也有30人。該書的大陸版，書名為《葬故人》。目前，該書的手稿已由哈佛大學燕京圖書館珍藏。

### 餘音
作者徐鍾珮，另有筆名余風，生於1917年，江蘇省常熟縣人，前外交部長朱撫松夫人。中央政治學校（政治大學前身）新聞系畢業，號稱中國第一位女記者，也是新聞系創始人馬星野的得意門生。徐鍾珮曾任職中央宣傳部國際宣傳處，《中央日報》採訪、駐英特派員、國民大會代表。徐鍾珮已於2006年4月7日上午因敗血性休克，引發心肺衰竭，病逝於台北振興醫院，享年90歲。其寫作文類除小說《餘音》，譯作《哈安瑙小姐》等。散文作品計有五種：
- 《英倫歸來》（1948，中央日報社）
- 《我在台北》（1951，重光文藝）
- 《多少英倫舊事》（1964，文星）
- 《追憶西班牙》（1976，純文學）
- 《徐鍾珮自選集》（1981，黎明）

《餘音》是一部20萬字長篇小說，以第一人稱方式描述，前半本講作者孩提時候的家庭生活，後半本講作者於抗戰期間在重慶從事第一線新聞工作的親身體驗。內容還敘述家中的人事變遷及中國時代遽變，許多內容處理到女性的教育、生活、愛情、婚姻、思想等課題。

## 資料來源
1. ↑  林海音, , 聯合報, 1983-07-01
2. ↑  簡弘毅, , 古典新意:國立臺灣文學館館員論文集刊2015 (國立臺灣文學館), 2015: 173
3. ↑  陳芳明, , 聯經: 265-285, 2011, ISBN 9789570839005
4. 1 2  夏祖麗, , 天下文化出版公司: 306, 1991, ISBN 957-621-738-5
5. ↑  許俊雅,  (PDF), 臺北市立文獻館: 214、219, 2017  [2021-09-29], ISBN 978-986-05-1819-1, （原始内容存档 (PDF)于2021-09-29）
6. ↑  簡弘毅, , 台灣大百科, 中華民國文化建設委員會, 2009-12-09  [2021-09-29], （原始内容存档于2021-09-29）

- 夏祖麗等（2000年）：《從城南走來—林海音傳》第306頁，天下文化出版公司。ISBN 957-621-738-5
- 莊宜文：《林海音與張愛玲對照記》，林海音及其同輩女作家學術研討會，台灣國立中央大學中文系論文。
- 詹康：《2003年～2004年去世名人錄（页面存档备份，存于）》個人研究網頁，台灣國立政治大學。
- 陳煒智（2005年）：〈波瀾壯闊，長情萬縷—回顧《藍與黑》〉，載《抗戰勝利60周年誌慶—中集》，《台灣電影筆記》網站。

## 外部連結
- 潘人木
- 對兒童文學有卓越貢獻 作家潘人木病逝（页面存档备份，存于）
- 潘人木研究資料目錄
- 紀剛：擬寫新書為《滾滾遼河》解密
- 美國華裔作家紀剛經典抗戰小說將被搬上舞臺（页面存档备份，存于）
- 徐鍾珮[永久]
- 中國第一位女記者徐鍾珮病逝（页面存档备份，存于）